# L'Univers dans une coquille de noix
L'Univers dans une coquille de noix (The Universe in a Nutshell) est un ouvrage de vulgarisation scientifique de Stephen Hawking sur la physique théorique. Paru en 2001, il explique au grand public diverses questions relatives aux travaux du professeur de mathématique lucasien, comme le théorème d'incomplétude de Gödel et Brane (théorie des supercordes dans la mécanique quantique).
L'Univers en bref est lauréat des Royal Society Prizes for Science Books en 2002. Il est généralement considéré comme la suite d'un autre ouvrage de Hawking, Une brève histoire du temps, et a été écrit pour que le grand public puisse mettre à jour ses connaissances depuis ce précédent livre, publié en 1988 et vendu à plusieurs millions d'exemplaires.

## Choix du titre
Le titre original, The Universe in a Nutshell, est un jeu de mots, mal rendu par sa traduction en français. Il fait référence à une citation de Hamlet de Shakespeare : « Je pourrais être enfermé dans une  coquille de noix et me sentir comme le roi d'un espace infini ». Mais en anglais, « in a nutshell » est avant tout une expression imagée qui signifie en bref, pour faire court, en un mot. Une traduction grammaticalement plus exacte aurait été, par exemple, L'Univers en bref, ce qui aurait fait écho au titre de l'ouvrage précédent de Hawking, Une brève histoire du temps. Mais la référence à Shakespeare aurait été perdue.

## Contenu
Titres français et originaux des chapitres :
1. Une brève histoire de la relativité (A Brief History of Relativity)
2. La forme du temps (The Shape of Time)
3. L'Univers dans une coquille de noix (The Universe in a Nutshell)
4. Prédire l'avenir (Predicting the Future)
5. Protéger le passé (Protecting the Past)
6. Notre avenir : Star Trek ou non ? (Our Future? Star Trek or Not?)
7. Le nouveau monde des branes (Brane New World)